# Diocesi di Seleucobelo
La diocesi di Seleucobelo (in latino: Dioecesis Seleucobelitana) è una sede soppressa del patriarcato di Antiochia e sede titolare della Chiesa cattolica.

## Storia
Seleucobelo, il cui sito si trova oggi a qualche chilometro dalla città siriana di Al-Suqaylabiyah sul fiume Oronte, fu una sede vescovile della provincia romana della Siria Seconda Salutare nella diocesi civile di Oriente. Faceva parte del patriarcato di Antiochia ed era suffraganea dell'arcidiocesi di Apamea, come attestato in una Notitia episcopatuum del VI secolo.
La città, conosciuta anche con i toponimi di Celesiria, Seleucia e Seleucia ad Belum, deve il nome al suo fondatore, il re fenicio Belo, e a Seleuco, che la fortificò con possenti mura.
Primo vescovo di questa antica sede fu san Quintiliano, ricordato nel Menologio alla data del 16 novembre. Aristonico sottoscrisse la professione di fede nicena nel sinodo di Antiochia del 363. Marciano assistette al primo concilio di Costantinopoli nel 381. Diogene fu tra i padri del concilio di Efeso del 431. Eusebio intervenne al concilio di Calcedonia nel 451. Elia sottoscrisse nel 458 la lettera dei vescovi della Siria Seconda all'imperatore Leone I dopo la morte di Proterio di Alessandria. Ciriaco infine sottoscrisse la professione di fede dei vescovi della provincia all'imperatore Giustiniano I.
Dal 1933 Seleucobelo è annoverata tra le sedi vescovili titolari della Chiesa cattolica; la sede non è mai stata assegnata.

## Cronotassi dei vescovi greci
- San Quintiliano †
- Aristonico † (menzionato nel 363)
- Marciano † (menzionato nel 381)
- Diogene † (menzionato nel 431)
- Eusebio † (menzionato nel 451)
- Elia † (menzionato nel 458)
- Ciriaco † (menzionato nel 536)